# Temple de Saint-Sulpice
Pour l’article homonyme, voir Temple protestant de Saint-Sulpice-de-Royan.
Le temple de Saint-Sulpice, ancienne église Sainte-Marie-Madeleine, est un lieu de culte protestant situé dans la commune de Saint-Sulpice, en Suisse. La paroisse est membre de l'Église évangélique réformée du canton de Vaud.

## Histoire

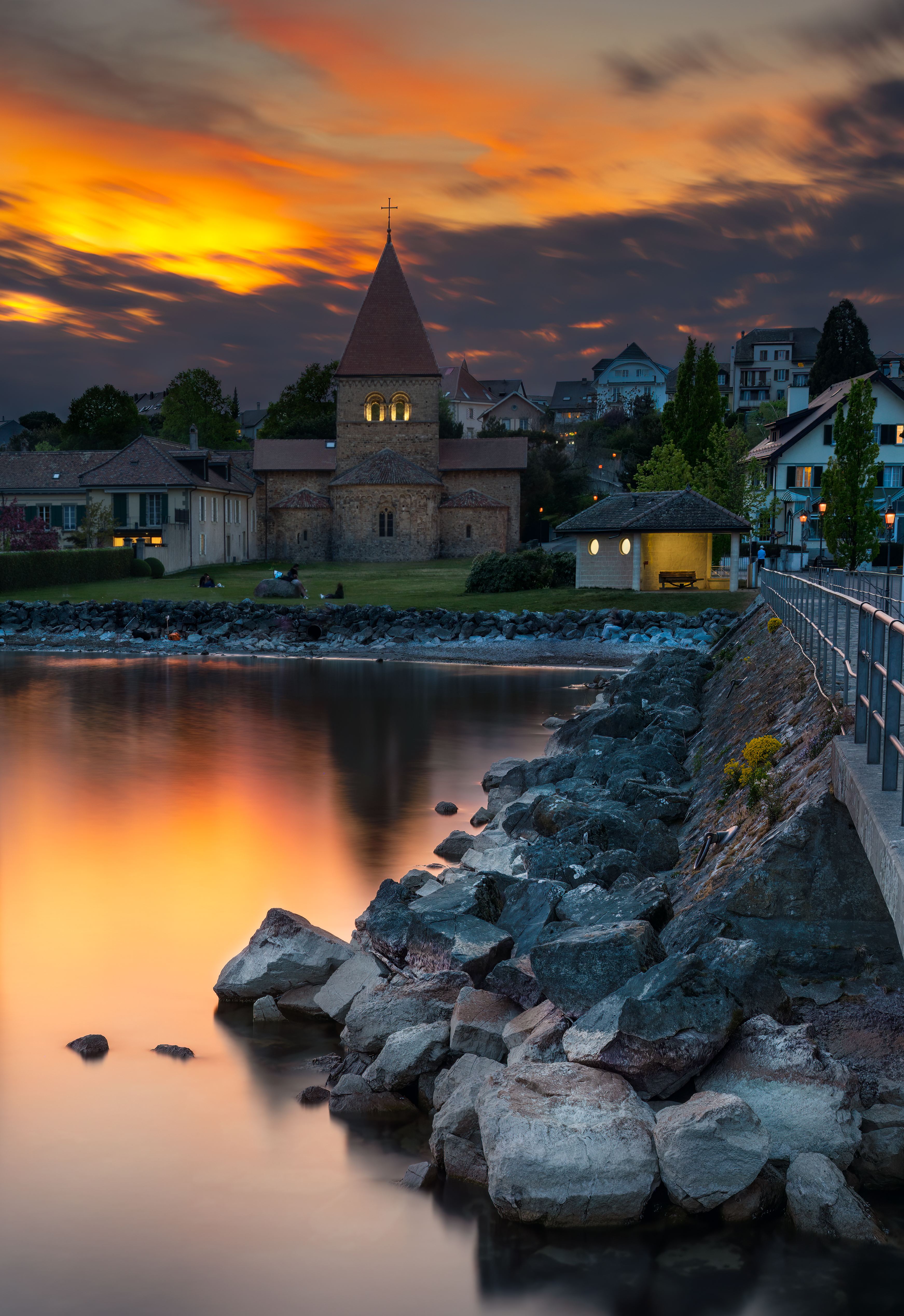
Le temple de Saint-Sulpice depuis le débarcadère

La fondation du prieuré a peut-être été organisée à partir de l'Abbaye d'Aulps en Haute-Savoie, fondée par l'abbaye bénédictine de Molesmes entre 1090 et 1094 et élevée au rang d’abbaye en 1097. Vers la fin du XIe siècle, en tout cas, l'abbaye de Molesme reçoit des frères Louis et Turumbert de Bex leur part de l'église de Saint-Sulpice. Ce sanctuaire existait donc déjà. Le prieuré de Saint-Sulpice est dès lors fortement subordonné à son abbaye mère, qui nomme le prieur. Hugues (1097-1113) est le premier prieur connu ; suivent ensuite Guillaume, Isambard, Henri, Richard, Fulco, Robert, Girard… Vers le milieu du XVe siècle, le prieuré cesse d'être administré par des moines et devient une commende. C'est-à-dire qu'il est attribué à des membres du clergé séculier qui, très souvent, résidaient ailleurs et faisaient administrer leurs biens par un procureur. Ainsi, en 1456, c'est Georges de Saluces, en même temps évêque de Lausanne, qui obtient ce prieuré du pape Calixte III. Le dernier des prieurs de Saint-Sulpice est Aymon de Gingins, établi à Genève, qui, bien que cumulant les bénéfices, est surtout connu comme abbé du couvent cistercien de Bonmont.
L'église, construite en deux étapes entre le XIe siècle et le XIIe siècle, fut tout d'abord dédiée à saint Sulpice (donnant ainsi son nom à la localité, précédemment dite Cheretenges), puis déjà au XIIe siècle le vocable a été remplacé par celui de sainte Marie-Madeleine. Elle servait également, au Moyen Âge, d'église paroissiale et était flanquée d'un prieuré, aujourd'hui détruit.
L'église passe au culte protestant à la suite de la conquête bernoise de 1536 qui imposa la Réforme. L'ancien domaine conventuel, confisqué, devient propriété de la Ville de Lausanne et la nef, désormais bien trop grande pour la petite congrégation locale, est transformée en grange. Elle est démolie en 1748. À l’avènement du Canton de Vaud, en 1803, la Commune de Saint-Sulpice devient propriétaire de l'édifice.
Le temple est inscrit comme bien culturel suisse d'importance nationale. De style roman, il était originellement composé d'une nef (détruite) et d'un transept comportant trois absides et à la croisée duquel se trouve le clocher. Une restauration complète, menée de 1898 à 1903 par l'archéologue Albert Naef, a permis de remettre au jour les fresques du XVIe siècle qui ornaient l'intérieur du chœur et qui avaient été badigeonnées à l'époque bernoise.